# Deroceras dallaii
Deroceras dallaii is een slakkensoort uit de familie van de Agriolimacidae. De wetenschappelijke naam van de soort is voor het eerst geldig gepubliceerd in 1970 door Giusti.